# 厚唇德州麗魚
厚唇德州麗魚，為輻鰭魚綱鱸形目隆頭魚亞目慈鯛科的其中一種，被IUCN列為瀕危保育類動物，分布於中美洲墨西哥Panuco河流域，體長可達25公分，棲息在中底層水域，屬雜食性，可作為觀賞魚。

## 擴展閱讀
維基物種上的相關：厚唇德州麗魚